# Anthicus gordeevae
Anthicus gordeevae es una especie de coleóptero de la familia Anthicidae.

## Distribución geográfica
Habita en Mongolia.